# Nitya Krishinda Maheswari
Nitya Krishinda Maheswari (Blitar, 16 de diciembre de 1988) es una deportista indonesia que compitió en bádminton. Ganó una medalla de bronce en el Campeonato Mundial de Bádminton de 2015 en la prueba de dobles.

## Palmarés internacional
| Campeonato Mundial | Campeonato Mundial  | Campeonato Mundial | Campeonato Mundial |
| Año                | Lugar               | Medalla            | Prueba             |
| ------------------ | ------------------- | ------------------ | ------------------ |
| 2015               | Yakarta (Indonesia) | Medalla de bronce  | Dobles             |